# منتخب إستونيا لكرة الأرض للسيدات
منتخب إستونيا الوطني لكرة الأرض للسيدات (بالإستونية: Eesti naiste saalihokikoondis)‏ هو ممثل إستونيا الرسمي في المنافسات الدولية في كرة الأرض للسيدات.